# Viện Âm nhạc (Việt Nam)
Viện Âm nhạc (tên khác là Viện nghiên cứu Âm nhạc, tên quốc tế là Vietnamese Institute of Musicology; VIM) là một đơn vị hành chính sự nghiệp được thành lập năm 1950 và trực thuộc Học Viện Âm nhạc Quốc gia Việt Nam. Tổ chức này hoạt động chủ yếu dựa trên nguồn tài chính do nhà nước Việt Nam cung cấp để thực hiện các nhiệm vụ và công tác như sưu tầm, nghiên cứu, bảo tồn và truyền bá âm nhạc Việt Nam.

## Lịch sử

### Thành lập
Viện Âm nhạc ban đầu là là Ban Âm nhạc (thuộc Vụ Vǎn học nghệ thuật Việt Nam). Tổ chức này được thành lập nǎm 1950. Qua quá trình xây dựng và phát triển, Viện Âm nhạc có nhiều tên gọi khác nhau, thay đổi cơ cấu tổ chức trực thuộc. Nǎm 1976, Viện Âm nhạc chính thức được tách riêng độc lập với tên gọi Viện Nghiên cứu Âm nhạc Việt Nam.

### Tên gọi và nhân sự qua các thời kì
Dưới đây là tên gọi của tổ chức và người lãnh đạo dựa trên website của Viện Âm nhạc:
| Thời gian     | Tên gọi                          | Viện trưởng/Trưởng ban  | Phó Viện trưởng/Phó ban                    |
| ------------- | -------------------------------- | ----------------------- | ------------------------------------------ |
| 1950 - 1956   | Ban Âm nhạc                      | Nhạc sĩ Văn Cao         |                                            |
| 1956 - 1957   | Ban nghiên cứu nhạc vũ           | GS Lưu Hữu Phước        |                                            |
| 1956 - 1957   | Ban nghiên cứu nhạc vũ           | Nhạc sĩ Hoàng Kiều      |                                            |
| 1957 - 1962   | Ban nghiên cứu âm nhạc           | Nhạc sĩ Phạm Sửu        | Nhạc sĩ Phạm Phúc Minh                     |
| 1962 - 1964   | Ban nghiên cứu âm nhạc           | Nhạc sĩ Phạm Đình Sáu   | Nhạc sĩ Lê Huy                             |
| 1964 - 1967   | Ban nghiên cứu âm nhạc           | Nhạc sĩ Ngô Sĩ Hiển     | Nhạc sĩ Lê Huy                             |
| 1967 - 1971   | Viện âm nhạc                     | Nhạc sĩ Phạm Đình Sáu   | Nhạc sĩ Lê Huy                             |
| 1971 - 1976   | Ban Nghiên cứu Âm nhạc           | Nhạc sĩ Tô Vũ           | Nhạc sĩ Tú Ngọc                            |
| 1971 - 1976   | Ban Nghiên cứu Âm nhạc           | Nhạc sĩ Tô Vũ           | Nhạc sĩ Nguyễn Viêm                        |
| 1976 - 1985   | Viện Nghiên cứu Âm nhạc Việt Nam | Nhạc sĩ Lưu Hữu Phước   | Nhạc sĩ Lê Huy (Hà Nội)                    |
| 1976 - 1985   | Viện Nghiên cứu Âm nhạc Việt Nam | Nhạc sĩ Lưu Hữu Phước   | Nhạc sĩ Tô Vũ (thành phố Hồ Chí Minh)      |
| 1985 - 1988   | Viện Âm nhạc và Múa              | Nhạc sĩ Lưu Hữu Phước   | Nhạc sĩ Lê Huy (công tác bảo tàng âm nhạc) |
| 1985 - 1988   | Viện Âm nhạc và Múa              | Nhạc sĩ Lưu Hữu Phước   | PGS-TS Nguyễn Xinh (phụ trách chuyên môn)  |
| 1988 - 1995   | Viện Âm nhạc và Múa              | PGS-TS Nguyễn Xinh      | Nhạc sĩ Lê Huy                             |
| 1995 - 1996   | Viện Âm nhạc                     | PGS-TS Nguyễn Xinh      |                                            |
| 1997 - 2003   | Viện Âm nhạc                     | PGS-TS Nguyễn Phúc Linh | Nhạc sĩ Đặng Hoành Loan                    |
| 2003 - 2004   | Viện Âm nhạc                     | PGS-TS Nguyễn Phúc Linh | Nhạc sĩ Đặng Hoành Loan                    |
| 2003 - 2004   | Viện Âm nhạc                     | PGS-TS Nguyễn Phúc Linh | TS Lê Văn Toàn                             |
| 2004 - 2005   | Viện Âm nhạc                     | PGS-TS Nguyễn Phúc Linh |                                            |
| 2005 - 2006   | Viện Âm nhạc                     | TS Lê Văn Toàn          | TS Lê Văn Toàn                             |
| 2006 - 2010   | Viện Âm nhạc                     | TS Lê Văn Toàn          | ThS Nguyễn Bình Định                       |
| 2006 - 2010   | Viện Âm nhạc                     | TS Lê Văn Toàn          | ThS Phạm Minh Hương                        |
| 2011 - 2015   | Viện Âm nhạc                     | TS Lê Văn Toàn          |                                            |
| Trần Hải Đăng | Viện Âm nhạc                     | TS Lê Văn Toàn          |                                            |

### Chức năng, nhiệm vụ
Viện Âm nhạc là cơ quan chuyên môn có chức năng thực hiện công việc sưu tầm, lưu trữ, nghiên cứu, truyền bá nền âm nhạc truyền thống Việt Nam và quốc tế. Viện này là trung tâm trong công tác sưu tầm tư liệu âm nhạc truyền thống của 54 dân tộc Việt Nam. Nǎm 1999, Viện Âm nhạc khai trương Phòng trưng bày nhạc cụ truyền thống Việt Nam nhằm lưu giữ và trưng bày hơn 150 nhạc cụ thuộc đủ bốn họ: màng rung, tự thân vang, hơi, dây với nhiều chi, nhánh nhạc cụ khác nhau của các dân tộc tại Việt Nam, trong đó có cả những hiện vật nhạc cụ từ thời cổ đại như đàn đá, trống đồng, các nhạc cụ tre nứa.
Bên cạnh công việc sưu tầm, lưu trữ các tư liệu âm nhạc dân gian và truyền thống Việt Nam, Viện Âm nhạc đã thực hiện hàng trăm đề tài nghiên cứu, xuất bản các sách, trong đó có các đề tài cấp quốc gia và cấp Bộ, những công trình nghiên cứu. Hằng nǎm, Viện Âm nhạc ra 3 số tạp chí Nghiên cứu Âm nhạc bằng tiếng Việt và tiếng Anh để thông báo các kết quả nghiên cứu khoa học về âm nhạc của các tác giả trong và ngoài tổ chức. Viện âm nhạc Việt Nam đã khẳng định vị thế của mình là một trong hai đơn vị được Bộ Vǎn hóa – Thể thao và Du Lịch giao công việc đề nghị UNESCO xét duyệt công nhận các loại hình nhạc dân gian, tín ngưỡng văn hóa... của Việt Nam là Di sản văn hóa phi vật thể của nhân loại.
Từ năm 2002, Viện Âm nhạc tham gia Hội đồng Âm nhạc truyền thống quốc tế (ICTM) với tư cách một quốc gia thành viên. Từ năm 2018, do Viện trưởng Nguyễn Bình Định nghỉ hưu nên hiện nay Viện Âm nhạc do Giám đốc Học viện Âm nhạc Quốc gia Việt Nam cùng 2 phó Viện trưởng trực tiếp điều hành. Tổng số cán bộ, công chức, nhân viên của Viện Âm nhạc năm 2020 là 38 người.

### Thành tựu
Ngày 22 tháng 12 năm 2020, Viện Âm nhạc Việt Nam tổ chức lễ kỷ niệm 70 năm thành lập và được trao tặng Huân chương Lao động hạng Ba. Đây là lần thứ 2 Viện Âm nhạc được Chủ tịch nước Việt Nam trao Huân chương Lao động hạng Ba.

### Sự việc liên quan
Viện Âm nhạc hiện nay đối diện với thực trạng cảnh quan xung quanh bị lấn chiếm với nhiều diện tích đất công được cho thuê làm nhà hàng, quán ăn để "tận thu". Lãnh đạo viện cho biết: "Những hàng quán này đã có ký kết hợp đồng với lãnh đạo thế hệ trước của Viện. Khi chúng tôi về đây công tác thì hàng quán đã tồn tại rồi. Bộ Văn hoá Thể thao và Du lịch cũng đã có ý kiến chỉ đạo Viện âm nhạc Việt Nam phải báo cáo và giải quyết dứt điểm vấn đề này, và hiện chúng tôi đang trong quá trình xử lý".

## Viện âm nhạc miền Trung
Tại miền Trung Việt Nam, cơ quan nghiên cứu âm nhạc có tên là Viện Nghiên cứu và Bảo tồn âm nhạc (tên khác là Viện Dân tộc Nhạc học) là đơn vị nghiên cứu trực thuộc Học viện Âm nhạc Huế, có chức năng nghiên cứu cơ bản, toàn diện, kết hợp với nghiên cứu ứng dụng và thực hiện việc sưu tầm, lưu trữ, bảo tồn, khôi phục, truyền bá nền âm nhạc truyền thống Việt Nam thuộc khu vực miền Trung – Tây Nguyên và các vấn đề liên quan về dân tộc nhạc học.

## Viện âm nhạc miền Nam
Sau năm 1975, theo đề xuất của nhạc sĩ Lưu Hưu Phước, ông đã chuyển tổ chức âm nhạc giải phóng thành Viện Nghiên cứu Âm nhạc tại thành phố Hồ Chí Minh. Ngày 25 tháng 8 năm 1976, Viện Nghiên cứu Âm nhạc Việt Nam tại thành phố Hồ Chí Minh chính thức được thành lập có trụ sở tại quận 1. Viện trưởng đầu tiên là nhạc sĩ Lưu Hữu Phước, Viện phó là nhạc sĩ Tô Vũ.
Tuy vậy sau 12 năm hoạt động, tháng 6 năm 1988, Bộ Văn hóa ra quyết định hợp nhất Viện Văn hóa, Viện Nghiên cứu Sân khấu, Viện Âm nhạc và Múa để thành lập Viện Nghiên cứu Văn hóa Nghệ thuật.